# Kabinett Koizumi III (Umbildung)
Das umgebildete dritte Kabinett Koizumi (jap. 第3次小泉改造内閣, daisanji Koizumi kaizō naikaku) regierte Japan unter Führung von Premierminister Jun’ichirō Koizumi vom 31. Oktober 2005 bis zur Ernennung des Nachfolgekabinetts unter Shinzō Abe am 26. September 2006.

## Staatsminister
| Amt | Name               | Bild               | Partei  | Faktion  |
| --- | ------------------ | ------------------ | ------- | -------- |
| Premierminister | Jun’ichirō Koizumi | Jun’ichirō Koizumi | LDP     | (Mori)   |
| Minister für Innere Angelegenheiten und Kommunikation zuständig für die Postprivatisierung                                              | Heizō Takenaka     | Heizō Takenaka     | LDP     | —        |
| Justizminister | Seiken Sugiura     | Seiken Sugiura     | LDP     | Mori     |
| Außenminister | Tarō Asō           | Tarō Asō           | LDP     | Kōno     |
| Finanzminister | Sadakazu Tanigaki  | Sadakazu Tanigaki  | LDP     | Tanigaki |
| Minister für Bildung, Kultur, Sport, Wissenschaft und Technologie zust. für Volkssport                                                  | Kenji Kosaka       | Kenji Kosaka       | LDP     | Tsushima |
| Minister für Gesundheit, Arbeit und Soziales                                                                                            | Jirō Kawasaki      | Jirō Kawasaki      | LDP     | Tanigaki |
| Minister für Landwirtschaft, Forsten und Fischerei                                                                                      | Shōichi Nakagawa   | Shōichi Nakagawa   | LDP     | Ibuki    |
| Minister für Wirtschaft, Handel und Industrie zust. für die Weltausstellung                                                             | Toshihiro Nikai    | Toshihiro Nikai    | LDP     | Nikai    |
| Minister für Land, Infrastruktur und Transport zust. für die Übertragung von Hauptstadtfunktionen und Tourismus                         | Kazuo Kitagawa     | Kazuo Kitagawa     | Kōmeitō | —        |
| Umweltministerium Staatsministerin für Angelegenheiten von Okinawa und der Nördlichen Territorien zust. für globale Umweltfragen        | Yuriko Koike       | Yuriko Koike       | LDP     | Mori     |
| Chefkabinettssekretär | Shinzō Abe         | Shinzō Abe         | LDP     | Mori     |
| Vorsitzender der Nationalen Kommission für Öffentliche Sicherheit Staatsminister für Katastrophenschutz zust. für Notstandsgesetzgebung | Tetsuo Kutsukake   | Tetsuo Kutsukake   | LDP     | Mori     |
| Leiter der Verteidigungsbehörde | Fukushirō Nukaga   | Fukushirō Nukaga   | LDP     | Tsushima |
| Staatsminister für den Finanzsektor, Wirtschafts- und Steuerpolitik                                                                     | Kaoru Yosano       | Kaoru Yosano       | LDP     | —        |
| Staatsminister für Deregulierung zust. für Verwaltungsreform, Strukturreform in Sonderbereichen                                         | Kōki Chūma         | Kōki Chūma         | LDP     | Kōno     |
| Staatsminister für Wissenschafts- und Technologiepolitik, Lebensmittelsicherheit zust. für Kommunikationstechnologie (IT)               | Iwao Matsuda       | Iwao Matsuda       | LDP     | Tsushima |
| Staatsministerin für Geburtenrückgang und Geschlechtergleichstellung                                                                    | Kuniko Inoguchi    | Kuniko Inoguchi    | LDP     | —        |

Anmerkung: Der Premierminister gehört während seiner Amtszeit offiziell keiner Faktion an.